# بار (محافظة فينيتسا)
بار (بالأوكرانية: Бар) هي مدينة تقع في محافظة فينيتسا في وسط أوكرانيا. يبلغ عدد سكانها حوالي 17200 نسمة.

## الاسم
سميت نسبة إلى باري في إيطاليا من قبل الملكة البولندية بونا سفورزا في 1537. [بحاجة لمصدر] بار هو الاسم التقليدي والاسم الأكثر استخداما للمدينة في الوقت الحاضر.

### الفترات التاريخية للمدينة
الكومنولث البولندي الليتواني 1538–1672

 الدولة العثمانية 1672–1699

 الكومنولث البولندي الليتواني 1699–1768

 Russian Empire 1768–1917

 Ukrainian People's Republic 1917–1918

 الدولة الأوكرانية 1918

 Ukrainian People's Republic 1918–1919

 الجمهورية الأوكرانية السوفيتية الاشتراكية 1919–1922

 الاتحاد السوفيتي 1922–1991

## أعلام
- فيكتور بونياكوفسكي